# Джордж Одіамбо
Джордж Одіамбо Огуту (англ. George Odhiambo Ogutu; нар. 31 грудня 1992, Тур Джем, Кенія) — кенійський футболіст, вінґер та нападник.
Потрапив до топ 100 молодих африканських зірок, на яких варто звернути увагу в 2011 році (за версією сайту Goal.com).

## Клубна кар'єра
Закінчив Вищу школу Тур Джема. Футбольну кар'єру розпочав у 16-річному віці в складі клубу «Гор Магія». У команді швидко став основним футболістом, а в 2009 році Прем'єр-ліга Кенії визнала атакувального гравця Найперспективнішим гравцем року. А вже наступного року отримав нагороду Найкращий гравець Прем'єр-ліги Кенії 2010.

### «Раннерс»
Ще 10 листопада 2010 року узгодив контракт з представником Суперліги Данії «Раннерс», проте через бюрократичні проблеми перехід відбувся лише 11 січня 2011 року. Дебютував у футболці нової команди в програному (1:2) поєдинку проти «Норшелланна». Джордж вийшов на поле по ходу матчу, замінивши Йонаса Кампера.

### «Азам»
Проте в Данії майже не грав, тому напередодні старту сезону 2012 року підписав контракт з «Азам» з Прем'єр-ліги Танзанії. Проте в команді заграти не зміг й вже в липні того ж року отримав статус вільного агента.

### «Найробі Сіті Старз»
9 січня 2013 року підписав 6-місячний контракт з клубом «Найробі Сіті Старз» з кенійської Прем'єр-ліги.

### «Ширак»
Після двотижневого перегляду, 28 лютого 2013 року, підписав 3-річний контракт з вірменським клубом «Ширак». Дебютував у новій команді 3 березня того ж року в поєдинку Кубку Вірменії проти єреванського «Арарату». Дебютним голом у футболці «Шираку» відзначився 30 березня 2013 року в переможному (4:3) поєдинку Прем'єр-ліги проти «Імпульсу». За підсумками сезону 2012/13 років разом з «Шираком» став чемпіоном Вірменії. Влітку 2013 року перейшов до «Уліссеса», за який провів 11 матчів та відзначився 1 голом.

### «Гор Магія»
7 січня 2014 року було оголошено, що Одіамбо повертається у «Гор Магія», підписавши з клубом 1-річний контракт. У 2015 році з гравцем перепідписали контракт, а в сумі другий період у клубі для Одіамбо тривав п'ять років.

### «Таскер»
У 2019 році перейшов до одного із лідерів кенійського чемпіонату ― «Таскера». У 2021 році контракт з гравцем закінчився, після чого він став вільним агентом.

## Кар'єра в збірній
В основному складі національної збірної почав виступати з 2010 року, грав пліч-о-пліч з зірками кенійського футболу Макдональдом Марігою та Деннісом Олієчем.

## Стиль гри
Джордж може грати як на позиції вінґера, так і в нападі команди. Сильними сторонами кенійця є його дриблінг та швидкість.

### Прізвисько
Фанати Джорджа дали йому жартівливе прізвисько «BlackBerry» на честь відомої лінійки смартфонів. Вважається, що це дивакувате прізвисько подарував місцевий журналіст, який, побачивши гру футболіста в нападі, зазначив: «Він як мій BlackBerry, в нападі може все».

## Досягнення
«Ширак»
- Прем'єр-ліга Вірменії
  -  Чемпіон (1): 2012/13
- Кубок Вірменії
  -  Фіналіст (1): 2012/13